# Velika Grabovnica (gmina Brus)
Velika Grabovnica (cyr. Велика Грабовница) – wieś w Serbii, w okręgu rasińskim, w gminie Brus. W 2011 roku liczyła 594 mieszkańców.